# بول ساروسي
بول ساروسي (بالفرنسية: Paul Sarossy)‏ (و. 1963  م) هو مخرج أفلام، ومصور سينمائي كندي، ولد في باري.

## التعليم
تعلم في جامعة يورك.

## وصلات خارجية
- بول ساروسي على موقع IMDb (الإنجليزية)
- بول ساروسي على موقع قاعدة بيانات الأفلام العربية
- بول ساروسي على موقع ألو سيني (الفرنسية)
- بول ساروسي على موقع أول موفي (الإنجليزية)
- بول ساروسي على موقع قاعدة بيانات الأفلام السويدية (السويدية)
- بول ساروسي على موقع قاعدة بيانات الفيلم (الإنجليزية)
- بول ساروسي على موقع كينوبويسك (الروسية)